# Piijärvi och Syväjärvi
Piijärvi och Syväjärvi är en sjö vid finsk-ryska gränsen. Båda sjödelarna ligger på den finländska sidan, men den östra, Piijärvi, genomflyts i sydöst av Kotajoki, som utgör gräns mot Ryssland. Sjön ligger i kommunen Ilomants i landskapet Norra Karelen i Finland. Sjön ligger 148,4 meter över havet. Den är 8,9 meter djup. Arean är 30 hektar och strandlinjen är 5,19 kilometer lång.  Den  ingår i Vuoksens huvudavrinningsområde.  Sjön ligger omkring 82 kilometer öster om Joensuu och omkring 440 kilometer nordöst om Helsingfors. 
Piijärvi och Syväjärvi ligger sydväst om sjön Konnukka och Mustikainen. Den ligger i sin helhet inom gränsskyddsområdet.